# Ryōgo Yamasaki
Ryōgo Yamasaki (山﨑 凌吾?, Yamasaki Ryōgo; Okayama, 20 settembre 1992) è un calciatore giapponese, attaccante del Cerezo Osaka.

## Palmarès

### Club

#### Competizioni nazionali
- Coppa J. League: 2

Shonan Bellmare: 2018
Nagoya Grampus: 2021